# Манта
Манта (итал. Manta) је насеље у Италији у округу Кунео, региону Пијемонт.
Према процени из 2011. у насељу је живело 3372 становника. Насеље се налази на надморској висини од 398 м.

## Становништво
Према резултатима пописа становништва 2011. у општини је живело 3.735 становника.
| 1936. | 1951. | 1961. | 1971. | 1981. | 1991. | 2001. | 2011. |
| ----- | ----- | ----- | ----- | ----- | ----- | ----- | ----- |
| 1.894 | 1.932 | 1.765 | 1.821 | 3.036 | 3.243 | 3.363 | 3.735 |